# کوجی فوناموتو
کوجی فوناموتو (به انگلیسی: Koji Funamoto) بازیکن فوتبال اهل ژاپن و عضو تیم ملی فوتبال ژاپن است که در تاریخ ۲۷ سپتامبر ۱۹۶۷ میلادی اولین بازی ملی‌اش را انجام داد. او در ۱۹ بازی ملی حضور داشت و آخرین بازی ملی خود را در تاریخ ۸ سپتامبر ۱۹۷۵ میلادی انجام داد. کوجی فوناموتو در بازی‌های ملی‌اش
گلی به ثمر نرساند.